# Ziggy Stardust (Bauhaus)
Ziggy Stardust è un singolo del gruppo musicale britannico Bauhaus, pubblicato nel 1982.

## Descrizione
La titletrack è una cover del brano omonimo pubblicato da David Bowie nell'album del 1972 The Rise and Fall of Ziggy Stardust and the Spiders from Mars.
Nel 1982 i Bauhaus registrarono Ziggy Stardust durante una sessione per il David Jensen Show di BBC Radio One. Il brano venne trasmesso il 22 luglio e nel mese di ottobre fu pubblicato come singolo dalla Beggars Banquet Records in versione 7" e 12", arrivando in breve alla posizione numero 15 nella classifica del Regno Unito e rappresentando il maggior successo commerciale della band. Sia i Bauhaus che Peter Murphy hanno eseguito regolarmente Ziggy Stardust durante i loro concerti.

## Tracce
7"
1. Ziggy Stardust – 3:14 (David Bowie)
2. Third Uncle – 5:19 (Brian Eno)

Durata totale: 8:33
12"
1. Ziggy Stardust – 3:08 (David Bowie)
2. Party of the First Part – 5:22 (Bauhaus)
3. Third Uncle – 5:11 (Brian Eno)
4. Waiting for the Man (Live) – 5:31 (Lou Reed)

Durata totale: 19:12

## Formazione
- Peter Murphy - voce
- Daniel Ash - chitarra
- David J - basso
- Kevin Haskins - batteria